# Martín Chirino
Martín Chirino (Las Palmas de Gran Canaria, 1 maart 1925 — Madrid, 11 maart 2019) was een Spaanse beeldhouwer.

## Leven en werk
Chirino werd in 1925 als elfde in een gezin van twaalf kinderen geboren op Gran Canaria. Zijn vader werkte op een scheepswerf en Chirino heeft de grondbeginselen van het lassen en metaalbewerken daar geleerd. Gelijktijdig leerde hij zichzelf met hout werken. In 1948 begon hij, met een beurs, een studie beeldhouwen aan de Real Academia de Bellas Artes de San Fernando.
In 1952 reisde hij naar Parijs, waar hij het werk leerde kennen van de Spaanse beeldhouwer Julio González, en in het daaropvolgende jaar naar Italië. Hij rondde zijn studie af op Gran Canaria en richtte een eigen atelier in. Chirino maakte kennis met de primitieve cultuur van de Canarische eilanden: de inscriptiones aborígens de Canarias. In 1955 vertrok Chirino definitief naar Madrid.
In 1957 richtte hij met Antonio Saura, Rafael Canogar, Pablo Serrano Aguilar, Luis Feito en anderen de kunstenaarsgroep El Paso op. De tentoonstelling Jonge Spaanse Kunst was in 1959 te zien in het Gemeentemuseum Den Haag en het Stedelijk Museum (Amsterdam).
Chirino had veel belangstelling voor Afrikaanse en Aboriginalkunst. Bij voorkeur paste hij metaal (ijzer) toe bij de creatie van zijn sculpturen, zoals in zijn serie uit 1960 El viento (De Wind). Het centrale thema daarin was de spiraalvorm als kenmerk van spanning, kracht en beweging. Hetzelfde thema gebruikte hij gedurende de zestiger jaren weer met de werken Aerovos en Afrocán. In de tachtiger jaren ondervond hij weer de invloed van het Canarische Primitivisme.
Sinds 1972 woonde hij afwisselend in de Verenigde Staten en in Spanje. Uit die decennia stammen zijn belangrijkste werken, zoals de series: Mediterráneas, Ladies en Paisajes. Zo rond 1980 naderde zijn werk het constructivisme en schiep hij zijn werk Penetrecan. In 1980 ontving hij in Spanje de presticieuze Premio Nacional de Artes Plásticas. Van 1983 tot 1990 was hij voorzitter van de Círculo de Bellas Artes de Madrid en vanaf 1989 directeur van het Centro Atlántico de Arte Moderno de las Palmas de Gran Canaria.

## Werken (selectie)
- 1960 : El Viento (serie)
- 1969 : Mediterránea, Openluchtmuseum voor beeldhouwkunst Middelheim in Antwerpen
- 1971 : Mediterránea, beeldenpark Museo de Escultura de Leganés in Leganés
- 1971 : Mediterránea[1], beeldenpark Fundación Bartolomé March in Palma de Mallorca
- 1972 : Mediterránea, beeldenpark Museo de Escultura al Aire Libre in Madrid
- 1980 : Penetrecan
- 1987 : Gran Cabesa Africana, Caja General de Ahorros de Canarias in Santa Cruz de Tenerife
- 1996 : Lady Harimaguada in Las Palmas de Gran Canaria
- 1999 : El Pensador, Universidad de las Palmas de Gran Canaria
- 1999 : Espiral, Parlamento de Canarias in Las Palmas de Gran Canaria
- 2004 : Arco, Museo de Escultura de Leganés

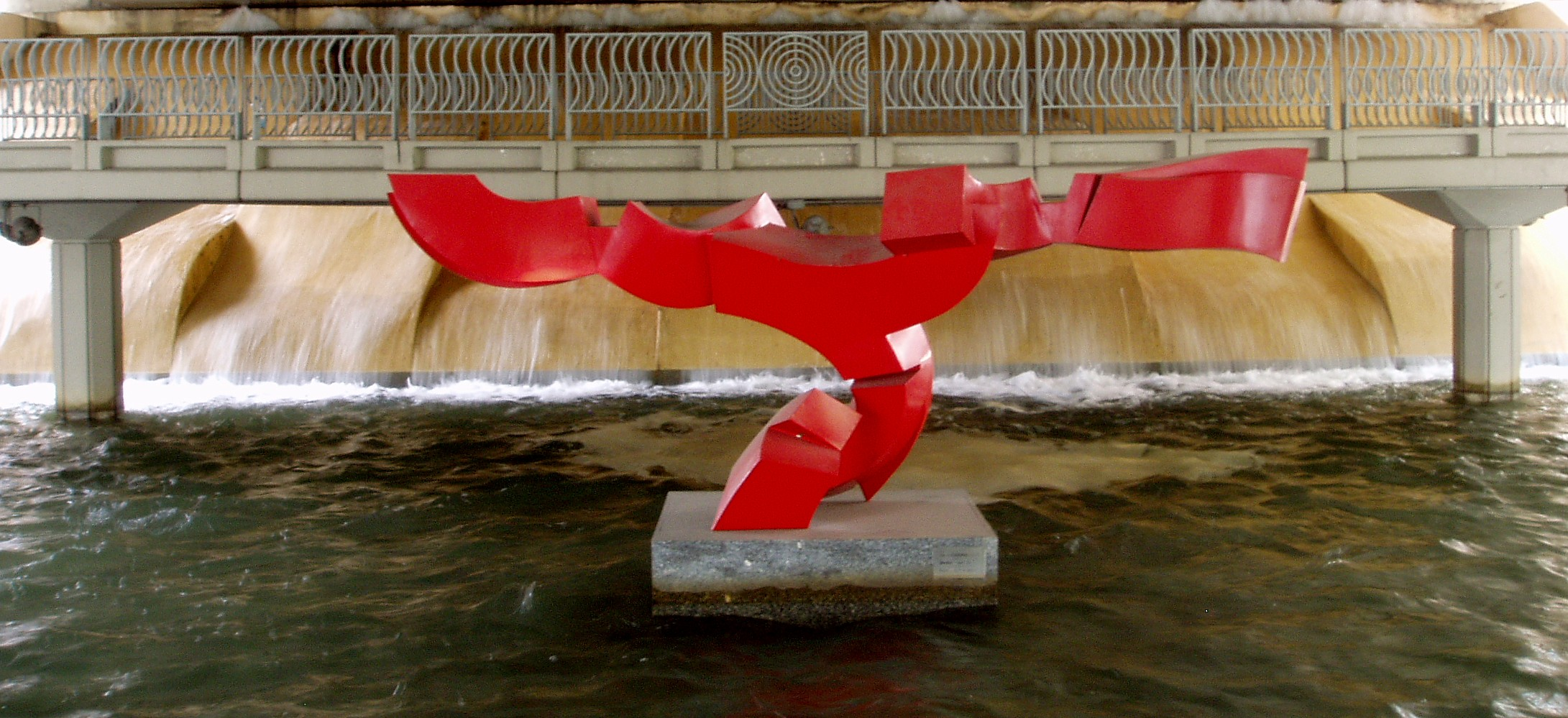
Mediterránea (1972) in het Museo de Escultura al Aire Libre